# اندرونی (نقاشی)
اندرونی (فرانسوی: Intérieur‎) یا تجاوز (Le Viol) نقاشی رنگ روغنی از ادگار دگا است که بین سال‌های ۱۸۶۸–۱۸۶۹ کشیده شده و رمزآلودترین اثر او به‌شمار می‌رود. نقاشی مواجههٔ یک مردِ ایستاده در آستانهٔ اتاق را با زنی نیمه‌برهنه در روشنایی کم‌فروغ چراغ به‌تصویر می‌کشد. به دلیل صحنه‌پردازیِ تئاتری و کیفیت ابهام‌آمیزِ نقاشی و نیز خوانده‌شدنش به دو نام متفاوت که بر ابهاماتِ آن افزوده، کارشناسان همواره در پی سرچشمهٔ الهام این اثر در منابع ادبی بوده‌اند و با وجود گمانه‌زنی‌ها هیچ توصیفی در آثار ادبی تطابق کامل با این صحنه نداشته‌است.
نقاشی اندرونی اکنون در موزه هنر فیلادلفیا نگهداری می‌شود.